# Tipuana tipu
Tipuana tipu är en ärtväxtart som först beskrevs av George Bentham, och fick sitt nu gällande namn av Carl Ernst Otto Kuntze. Tipuana tipu ingår i släktet Tipuana och familjen ärtväxter. Inga underarter finns listade i Catalogue of Life.

## Bildgalleri

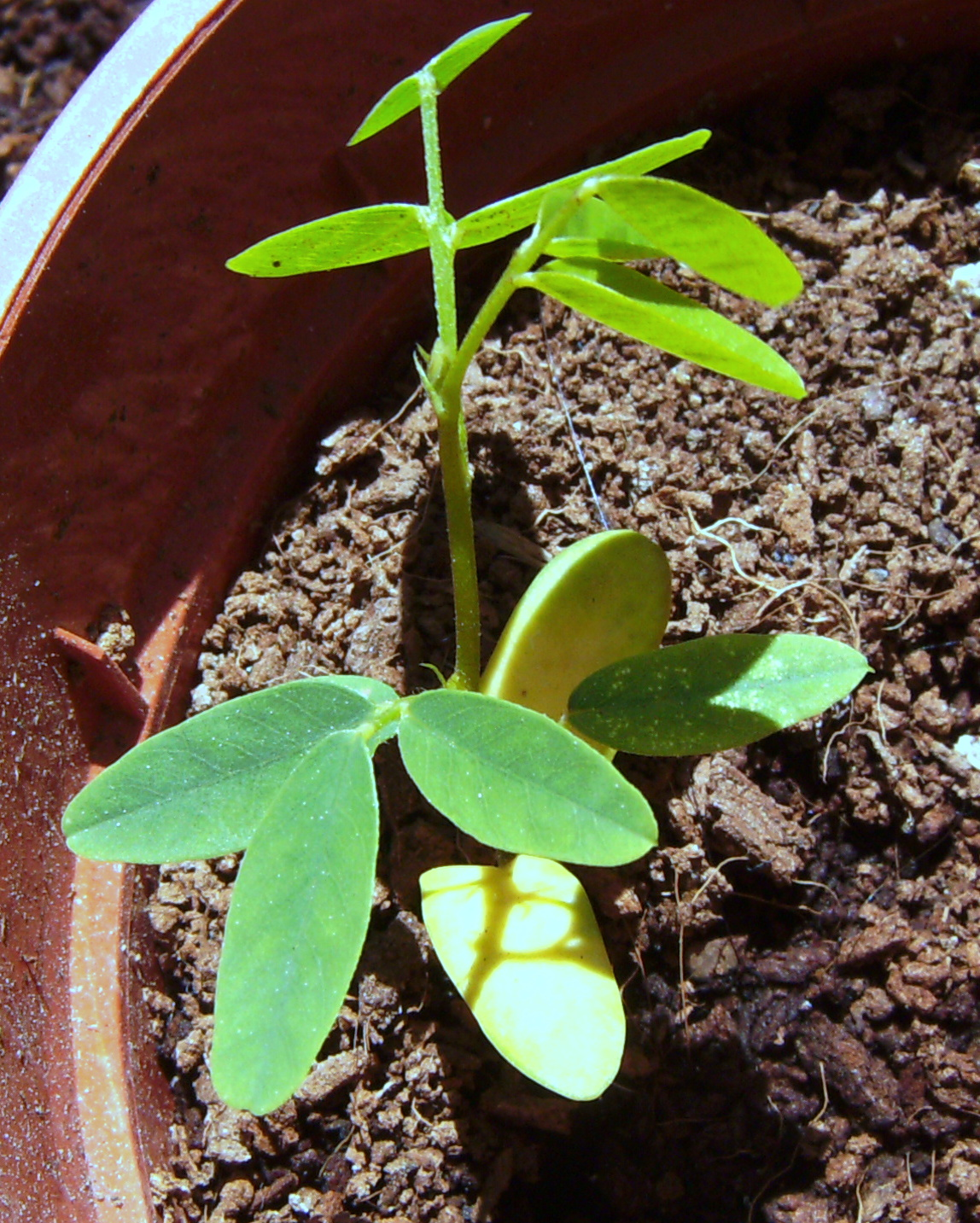
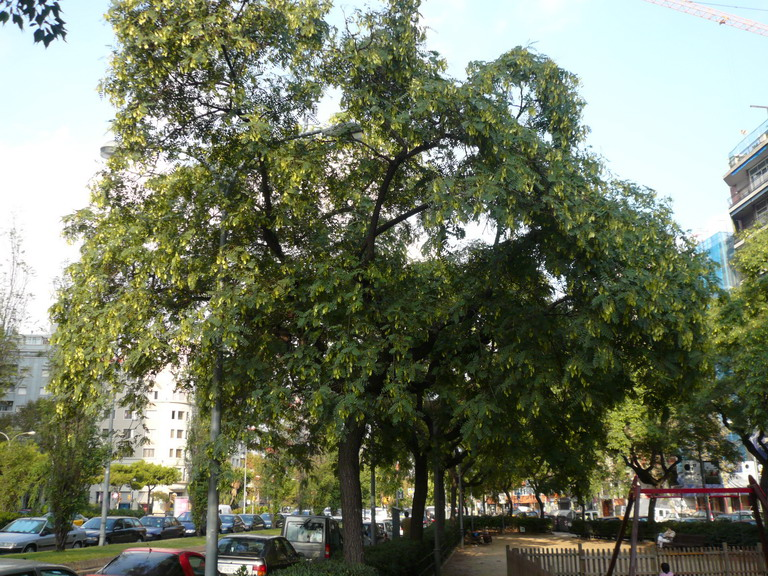
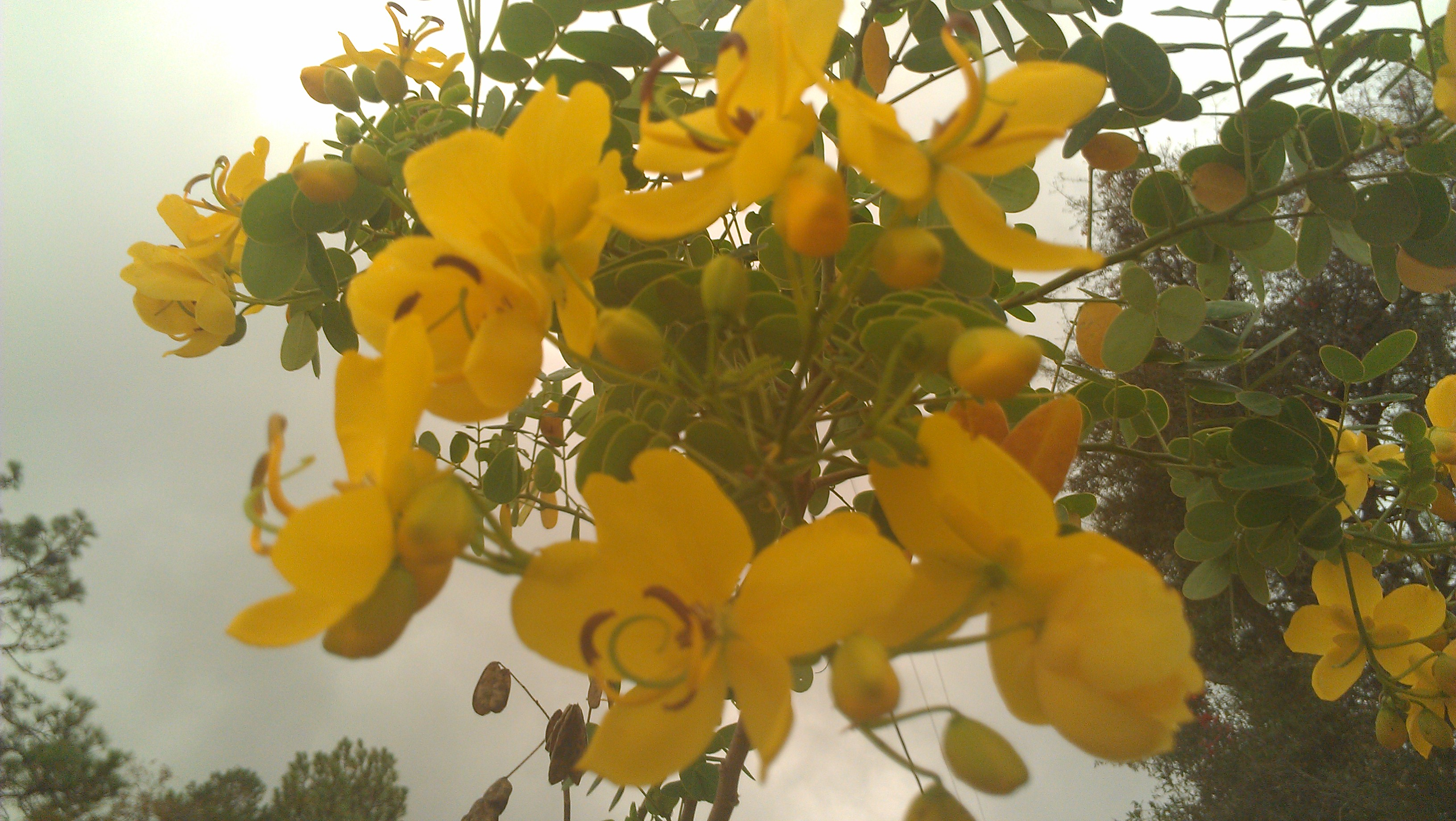
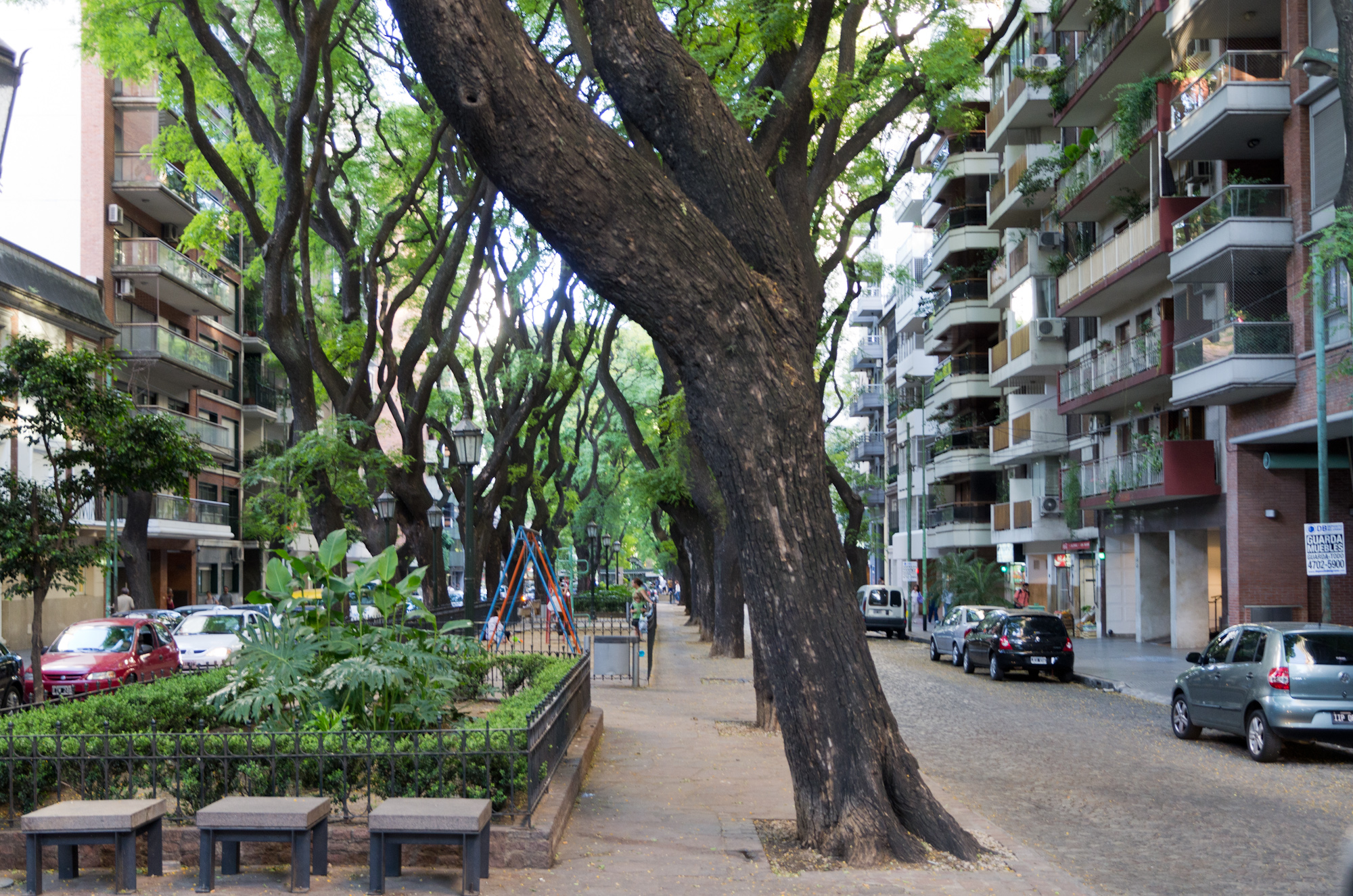